# A pedir su mano
«A pedir su mano» es una canción del cantautor de República Dominicana Juan Luis Guerra lanzada como el cuarto sencillo de su álbum Bachata Rosa (1990). Fue lanzado en 1990 por Karen Records y en 1992 en Europa por Ariola. El tema es una versión en merengue de la canción “Dede Priscilla”, del artista de la República Centroafricana, Lea Lignanzi. La pista combina elementos musicales de afropop y zouk con merengue. El video musical muestra a personas con vestimenta tradicional africana bailando en campos de caña de azúcar con una caricatura de un tren rojo que atraviesa el paisaje.
La canción recibió críticas positivas por parte de la crítica y ganó el premio a Video del Año en los Premios Lo Nuestro de 1991.  Es ampliamente considerada como una de las canciones más populares y emblemáticas de Guerra y se incluyó en el álbum de grandes éxitos de Guerra Grandes Éxitos Juan Luis Guerra y 440 y se incluyeron versiones en vivo de la canción en los álbumes A Son De Guerra Tour (2013) y Entre Mar y Palmeras (2021). En 2020, la pista fue regrabada en versión acústica e incluida en su EP Privé.

## Lista de canciones
1. A pedir su mano - 4:51
2. Bachata Rosa – 4:17
3. Razones – 3:57

## Listas
| Listas (1990-1991)          | Posición |
| --------------------------- | -------- |
| Panamá Airplay (UPI)        | 9        |
| Perú Airplay (UPI)          | 5        |
| Hot Latin Songs (Billboard) | 13       |
| Venezuela Airplay (UPI)     | 3        |